# Dholavira
Dholavira es un sitio arqueológico en el taluka Bhachau (distrito de Kach), en el estado de Guyarat, en el noroeste de la India. Tomó su nombre de un pueblo moderno que se encuentra a 1 km al sur del sitio.
El sitio de Dholavira ―conocido localmente como Kotada Timba― contiene ruinas de una antigua ciudad de la cultura del valle del Indo (que incluye a Moenshodaro y Harappa). Es uno de los sitios arqueológicos más grandes e importantes en la India pertenecientes a la civilización del valle del Indo. Se encuentra en la isla Khadir Bet, en el Santuario de Vida Silvestre del Desierto de Kach en el Gran Rann de Kach.
En la temporada del monzón, el sitio queda rodeado por el agua.
El sitio fue ocupado desde el 2650 a. C. aproximadamente. Después del 2100 a. C. la población fue disminuyendo lentamente hasta abandonar completamente el sitio. Hacia el 1450 a. C. fue reocupado brevemente.
El sitio fue redescubierto en 1967 por J. P. Joshi y es el quinto sitio harappense en el subcontinente indio. Desde 1990 ha sido objeto de excavaciones casi continuas por el Archaeological Survey of India. Ya se han descubierto ocho grandes centros urbanos de esta misma civilización: Harappa, MoenshoDaro, Ganeriwala, Rakhigarhi, Kalibangan, Rupar, Dholavira y Lothal.
El 15 de abril de 2014 «Dholavira: una ciudad harappana» fue inscrito en la Lista Indicativa de la India y el 21 de julio de 2021 fue declarado Patrimonio de la Humanidad, en la categoría de bien cultural (n.º ref. 1645).

## Excavaciones
El antiguo sitio de Dholavira estaba flanqueado por dos arroyos de agua de lluvia, el Mansar (al norte) y el Manhar (al sur). La excavación se inició en 1989 por el Archaeological Survey of India, bajo la dirección de R. S. Bisht. Las excavaciones sacaron a la luz de una arquitectura y planificación urbana sofisticadas, y descubrió una gran cantidad de objetos antiguos tales como sellos, cuentas, huesos de animales, oro, plata, adornos de cerámica y vasos vinculados a Mesopotamia. Los arqueólogos creen que Dholavira fue un importante centro del comercio entre el occidente de Asia y los asentamientos en el sur (Guyarat, Panyab y Sindh).

## Cronología de Dholavira
R. S. Bisht, el director de las excavaciones en Dholavira, ha definido las siguientes siete etapas de la ocupación de este sitio:
| Etapas    | Fechas          |                                                 |
| --------- | --------------- | ----------------------------------------------- |
| Etapa I   | 2650-2550 a. C. | Harapa temprano - Harapa maduro (transición A). |
| Etapa II  | 2550-2500 a. C. | Harapa temprano - Harapa maduro (transición B). |
| Etapa III | 2500-2200 a. C. | Harapa maduro A                                 |
| Etapa IV  | 2200-2000 a. C. | Harapa maduro B                                 |
| Etapa V   | 2000-1900 a. C. | Harapa maduro C                                 |
|           | 1900-1850 a. C. | Periodo de deserción                            |
| Etapa VI  | 1850-1750 a. C. | Harapa posurbano A                              |
|           | 1750-1650 a. C. | Periodo de deserción                            |
| Etapa VII | 1650-1450 a. C. | Harapa posurbano B                              |

Algunas inscripciones también se encuentran en tabletas de cobre, implementos de bronce y pequeños objetos de terracota, piedra y loza. Los sellos pueden haber sido utilizados en el comercio y también para el trabajo administrativo oficial. Una gran cantidad de material de inscripción se encuentran en Moensho-Daro.

## Cultura material y arquitectura
Se estima que es más antigua que el puerto de la ciudad de Lothal, la ciudad de Dholavira tiene forma rectangular y se extiende sobre 100 hectáreas. El área mide 771 metros de longitud, y 617 metros de ancho. Como Jarapa y Mohensho-Daro, la ciudad se compone de un plan geométrico preexistente, con tres divisiones: la ciudadela, la ciudad media y la ciudad baja. La acrópolis y el centro de la ciudad poseían su propia defensa, pasarelas, zonas edificadas, sistema de calles, pozos de agua y grandes espacios abiertos. La acrópolis es la zona mejor conservada, se trata de un complejo imponente y ocupa la mayor parte de la zona suroeste. El imponente "castillo" se alza majestuoso, defendido por murallas dobles. A su lado se encuentra un lugar llamado «patio», donde vivían los funcionarios importantes. La ciudad dentro de la fortaleza ocupa 48 hectáreas. Más allá de la muralla se ha encontrado otro asentamiento. La característica más llamativa de la ciudad es que todos los edificios, al menos en su actual estado de conservación, están construidos de piedra, mientras que la mayoría de los sitios de la cultura de Harapa, incluyendo las propias Harapa y Mohensho-Daro en sí, son casi exclusivamente construidas de ladrillo.

### Depósitos de agua

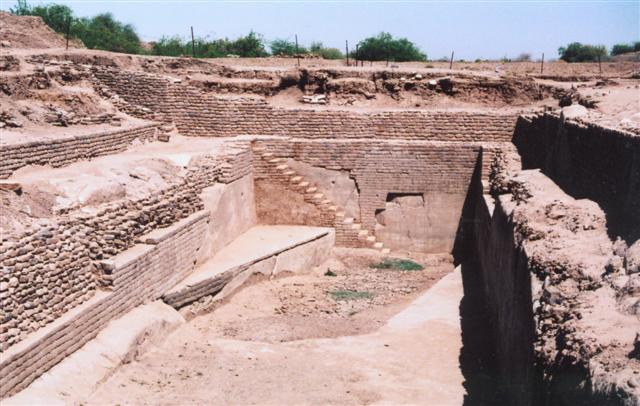
Sofisticados depósitos de agua en Dholavira.

Una de las características únicas de Dholavira es su sofisticado sistema de conservación de agua, con canales y embalses, el más antiguo encontrado en cualquier parte del mundo y construido totalmente en piedra, de los cuales tres están expuestos al aire libre. Fueron utilizados para almacenar el agua fresca traída por las lluvias o para almacenar el agua desviada de un riachuelo cercano. Esto probablemente se produjo en consecuencia del clima desértico y las condiciones de Kutch, en donde pueden pasar varios años sin lluvia.
Durante la etapa III de su desarrollo, los habitantes de Dholavira crearon dieciséis o más depósitos de tamaño variable. Algunos de estos se aprovecharon de la pendiente del terreno en el gran asentamiento, una caída de 13 m desde el noreste al noroeste. Se excavaron otros embalses, algunos en la roca viva. Trabajos recientes han puesto de manifiesto dos grandes embalses, uno al este del castillo y una hacia el sur, cerca del Anexo.
Los embalses están cortados verticalmente en la piedra. Tienen unos 7 metros de profundidad y 79 metros de largo. Los depósitos bordeaban la ciudad, mientras que la ciudadela y el baño se encontraban en un terreno elevado y de gran tamaño con un canal de piedra de corte para conectar el drenaje destinado a dirigir el agua a un tanque de almacenamiento que también se ha encontrado.
El estanque para baño tenía escalones para descender al interior.

### Otras edificaciones y objetos
Se encontró una enorme edificación circular, que se cree sería una tumba o monumento. Sin embargo, dentro no se encontraron esqueletos o restos humanos. La edificación circular está construida con diez paredes radiales de ladrillos de barro en forma de rueda de radios. En el pasillo de la puerta oriental se encontró una escultura de arenisca de un varón con el pene erecto, pero sin pies ni cabeza. Se encontraron muchas de estructuras funerarias, pero todas ―excepto una― carecían de esqueletos. También se hallaron muchas piezas de cerámica, sellos de barro, pulseras, anillos, collares y grabados calcográficos.

## Lenguaje y escritura

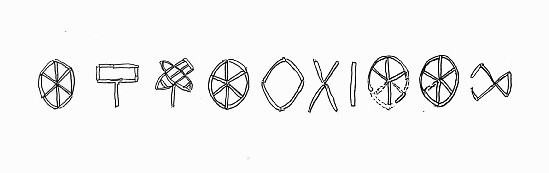
Los diez letras del Indo», descubiertas cerca de la puerta del norte de la ciudad.

No se conoce el idioma harapa, y aún no se ha descifrado su escritura. Había alrededor de 400 signos básicos, con muchas variaciones. Los signos pueden haber significado tanto palabras como sílabas. La dirección de la escritura era de derecha a izquierda. La mayoría de las inscripciones se encuentran en los sellos de piedra y en los sellos de arcilla (en el que el sello se ha presionado para dejar su impresión). Algunas inscripciones también se encuentran en las tabletas de cobre, instrumentos de bronce, y pequeños objetos de terracota, piedra y loza. Los sellos pueden haber sido utilizados en el comercio y también para el trabajo administrativo oficial. Una gran cantidad de material de inscritos fue encontrado en Mohensho-Daro.

### Tabla de signos
Uno de los descubrimientos más importantes en Dholavira se hizo en una de las habitaciones cerca de la puerta norte de la ciudad. Los harapanos habían arreglado diez letras de 37 cm de altura de yeso sobre un gran tabla de madera de aproximadamente 3 m de largo. Con el transcurso del tiempo, la madera se pudrió, pero la disposición de las letras sobrevivió. Las letras del letrero son comparables a los grandes ladrillos que se utilizaron en la pared cercana.

## Cómo llegar a Dholavira
Dholavira se encuentra en el Santuario de Vida Silvestre del Desierto de Kach en el Gran Rann de Kach.

### Por aire
El aeropuerto más cercano se encuentra Gandhidham (170 000 hab.) a unos 250 km de distancia, donde hay un vuelo diario entre Bombay y Gandhidham. Otro aeropuerto cercano es Bhuj (290 000 hab.), a unos 300 kilómetros de distancia, donde todos los días hay dos vuelos entre Bhuj y Bombay.

### En tren
La ciudad más cercana es Samakhiali (a 160 km) en la línea férrea entre Palanpur (4000 hab.) y GandhiDham (170 000 hab.).

### Por carretera
Desde Ahmedabad, se puede ir en carretera hasta la ciudad de Rapar (40 000 hab.); desde allí el camino de Dholavira es de dos carriles angostos. La mejor época para visitar es de noviembre a marzo.